# Bellator 172
Bellator 172: Thomson vs. Pitbull foi um evento de artes marciais mistas (MMA) produzido pelo Bellator MMA, realizado no dia 18 de fevereiro de 2017, na SAP Center, em San Jose, Califórnia. O card principal foi exibido ao vivo no Brasil pelo FOX Sports, começando a transmissão à meia noite no horário de Brasília, lembrando que este foi alterado para 23h, pelo término do horário de verão na mesma hora.

## Background
O evento seria encabeçado por uma luta no peso-pesado, com a lenda Fedor Emelianenko enfrentando o ex-veterano do UFC, Matt Mitrione. Emelianenko aposentou-se em 2012, mas finalmente voltou ao esporte em 2015. Esta seria a primeira luta de Emelianenko nos EUA desde 2011. Mitrione, 38 anos, ex-jogador da NFL, tem marcado vitórias consecutivas por nocaute desde que se juntou ao Bellator, sobre Carl Seumanutafa e Oli Thompson. Horas antes do evento, a luta foi cancelada devido a problemas de saúde em Mitrione. Como resultado, Josh Thomson vs Patricky Freire foi transferida para a luta principal.